# El Gatuño
El Gatuño är en ort i Mexiko.   Den ligger i kommunen San Pedro och delstaten Coahuila, i den centrala delen av landet, 800 km nordväst om huvudstaden Mexico City. El Gatuño ligger 1 111 meter över havet och antalet invånare är 378.
Terrängen runt El Gatuño är platt norrut, men söderut är den kuperad. Terrängen runt El Gatuño sluttar norrut. Runt El Gatuño är det ganska glesbefolkat, med 28 invånare per kvadratkilometer. Närmaste större samhälle är San Antonio del Coyote, 12,2 km sydväst om El Gatuño. Omgivningarna runt El Gatuño är i huvudsak ett öppet busklandskap.